# Leakey Foundation
Die Leakey Foundation („Leakey-Stiftung“; vormals L.S.B. Leakey Foundation) ist eine unabhängige, gemeinnützige Stiftung. Sie wurde 1968 insbesondere mit dem Ziel gegründet, die wissenschaftlichen Kenntnisse über die Ursprünge und die Evolution des Menschen zu vertiefen. Die Stiftung vergibt heute jährlich Stipendien im Wert von mehreren hunderttausend US-Dollar und ist die einzige privat finanzierte Förderorganisation der USA, die ausschließlich die Erforschung der Stammesgeschichte des Menschen unterstützt. Gegründet wurde die Stiftung mit dem Ziel, Feldforschung im Stil von L.S.B. Leakey und seiner Ehefrau Mary Leakey zu intensivieren. Zu den bekanntesten geförderten Nachwuchsforschern der Anfangsjahre gehören Dian Fossey, Birutė Galdikas, Jane Goodall und Donald Johanson. Sitz der Stiftung ist San Francisco, Kalifornien.
Neben Stipendien für archäologische und paläoanthropologische Grabungsarbeiten sowie für die Erforschung des Verhaltens von heute lebenden Primaten fördert die Stiftung in vielfältiger Weise Bildungsarbeit vor allem mit dem Ziel, das biologische Wissen der US-amerikanischen Bevölkerung über die Menschwerdung zu erweitern. So können beispielsweise Wissenschaftler zu Vorträgen in Schulklassen eingeladen werden, mehrere Dutzend Podcasts mit evolutionsbiologischen Themen sind über die Website der Stiftung abrufbar, und ein jährlich gemeinsam mit der American Association of Biological Anthropology vergebener Preis zeichnet – vergleichbar mit dem deutschsprachigen, aber inhaltlich weiter gefassten Communicator-Preis – einen Forscher oder eine Forscherin aus, die besonders engagiert und allgemeinverständlich anthropologische Themen in die Öffentlichkeit trägt.

## Belege
1. ↑  Eintrag L.S.B. Leakey Foundation in: Bernard Wood: Wiley-Blackwell Encyclopedia of Human Evolution. Wiley-Blackwell, 2011, ISBN 978-1-4051-5510-6.